# Andreï Khrjanovski
Andreï Iourevitch Khrjanovski (en russe Андрей Юрьевич Хржановский, né en 1939) est un réalisateur, producteur et scénariste soviétique puis russe ayant principalement créé des films d'animation.

## Biographie
Andreï Iourevitch Khrjanovski naît le 30 novembre 1939 à Moscou.
Il est le fils de l'acteur Yury Khrzhanovsky (1905-1987).
Sous l'Union soviétique, Andreï Khrjanovski fait partie des cinéastes qui tentent d'intégrer un message politique à leurs films au risque d'être censurés. Selon Sébastien Denis, Khrjanovski se situe en cela dans la lignée du mouvement initié par les animateurs polonais et yougoslaves à la fin des années 1950 et au début des années 1960. En 1966, Khrjanovski réalise L'Employé Koziavine, film satirique sur la bureaucratie. Son Harmonica de verre (1968), une allégorie qui évoque de nombreuses œuvres de peinture classique et dont la musique originale est composée par Alfred Schnittke sera censurée par le pouvoir soviétique pendant plus de vingt ans,,. C'est d'ailleurs le premier film d'animation à être officiellement censuré en Union soviétique. En 1970, il réalise L'Armoire, film dont le personnage principal doit faire face à une réalité si dure qu'il préfère s'installer dans son armoire en prenant ses meubles avec lui.
En 1993, Andreï Khrjanovski est, avec Iouri Norstein et Edouard Nazarov, l'un des trois fondateurs des studios SHAR, école d'animation et studio d'animation russe.
En 2003, Khrjanovski assure la direction artistique du film d'animation Le Chien, le Général et les Oiseaux réalisé par Francis Nielsen.
En 2008-2009, il réalise un film en prises de vue réelles, Une pièce et demie, qui est une biographie imaginaire du poète et critique russe Joseph Brodsky, émigré hors de Russie. Le film imagine un voyage de retour au pays que Brodski n'a jamais réellement effectué, et revient sur son passé. Pour ce film, Andreï Khrjanovski reçoit un Nika en 2010[réf. souhaitée].

## Filmographie
- 1966 : L'Employé Koziavine (ru) (Жил-был Козявин, Zhyl-byl Koziavine), court métrage (réalisation, production)
- 1968 : L'Harmonica de verre (ru) (Стеклянная гармоника, Stekliannaïa garmonika) (réalisation, production)
- 1971 : Kaléidoscope-71 : Le Placard (ru) (réalisation)
- 1972 : Le Papillon (Бабочка, Babotchka) (réalisation)
- 1973 : Dans le monde des fables (ru) (В мире басен, V mire basien) (réalisation, scénario)
- 1975 : Jour merveilleux (День чудесный, Den tchoudesny) (réalisation, scénario)
- 1976 : La Maison que Jack a bâtie (ru) (Дом, который построил Джек, Dom, katory postroïl Djek) (réalisation, scénario)
- 1977 : Je vole vers vous dans mes souvenirs (Я к вам лечу воспоминаньем…, Ia k vam letchou vospominaniem...) (réalisation, scénario)
- 1978 : Les Merveilles dans le tamis (Чудеса в решете, Tchoudessa v rechete) (scénario)
- 1980 : Et je suis de nouveau avec vous (И с вами снова я… , I s vami snova ia...) (réalisation)
- 1980 : Les Merveilles (Чудеса, Tchoudeca) (titre anglais : A Fantastic Tale) (réalisation, scénario)
- 1982 : L'Automne (ru) (Осень, Ossen) (réalisation)
- 1984 : Ton cher ami (ru) (Твой любящий друг, Tvoï liubiachtchi droug) (scénario)
- 1984 : Oiseau de feu (ru) (Жар-птица, Jar-ptitsa) (scénario)
- 1985 : The King's Breakfast (Королевский бутерброд, Korolevskii bouterbrod) (d'après The King's Breakfast d'Alan Alexander Milne) (réalisation)
- 1987 : Mon temps préféré (ru) (Любимое мое время, Lioubimoïe moïe vremia) (réalisation, scénario)
- 1987 : École des beaux-arts. Paysage avec le genévrier (Школа изящных искусств. Пейзаж с можжевельником, Chkola iziachnych iskoustv. Peïzaj c mojevelnikom) (réalisation, scénario)
- 1988 : Kele (ru) (Келе, Kele) (direction artistique)
- 1990 : École des beaux-arts. Le Retour (Школа изящных искусств. Возвращение, Chkola iziachnych iskoustv. Vazvrachenie) (réalisation, scénario)
- 1990 : École des beaux-arts (Школа изящных искусств, Chkola iziachnych iskoustv) (réalisation, scénario)
- 1994 : Le Lion à la barbe blanche (ru) (Лев с седой бородой, Lev s sedoï borodoï) (réalisation, production)
- 1997 : Un long voyage (Долгое путешествие, Dolgoïe pouteciestvie) (réalisation, production, scénario)
- 1999 : L'Automne est arrivé (Наступила осень, Nastoupila ocen) (production)
- 2002 : Un chat et demi (ru) (Полтора кота, Poltora kota) (réalisation, scénario)
- 2003 : Le Chien, le Général et les Oiseaux réalisé par Francis Nielsen (Khrjanovski assure la direction artistique)
- 2009 : Une pièce et demie (Полторы комнаты, или Сентиментальное путешествие на родину, Poltory komnaty) (titre anglais : A Room and a Half) (réalisation, production, scénario)
- 2020 : Le Nez, ou la conspiration des non-conformistes (Нос, или Заговор не таких)

## Distinctions
En 2003, Andreï Khrjanovski remporte le Dragon d'or au Festival du film de Cracovie pour Poltora côta. En 2009, il remporte trois prix avec Poltoreï komnateï, ili Sentimentalnoïe poutechestvie na rodinou : le Prix Est de l'Ouest au Festival international du film de Karlovy Vary et la Mention spéciale (tout court) et la Mention spéciale du jury ACCA au Festival international du film de Mar del Plata. Durant ce même festival, ce film fait partie des nommés pour le prix du Meilleur film.
- Festival international du film d'animation d'Annecy 2020 : prix du jury pour un long métrage pour The Nose or the Conspiracy of Mavericks

## DAU
Son fils, Ilya Andreevich Khrzhanovsky, est à l'origine du projet DAU (film) (en),, film historique hors-normes. Lev Landau (1908-1968), prix Nobel de physique 1962, a vécu une moitié de sa vie à Kharkiv (Ukraine). Le cinéaste a reconstitué son laboratoire, et a tourné (et fait tourner) une quinzaine de films sur la vie, les expériences et la mort du physicien. Le tournage a impliqué de nombreux réalisateurs, acteurs et artistes. La projection se déroule dans des conditions extraordinaires, sous la forme d'une aventure parfois éprouvante, en présence entre autres d'Andreï Khrjanovski : projet immersif et sulfureux, qui se réalise à Paris du 24 janvier au 17 février 2019.